# Ukraina Ottoman

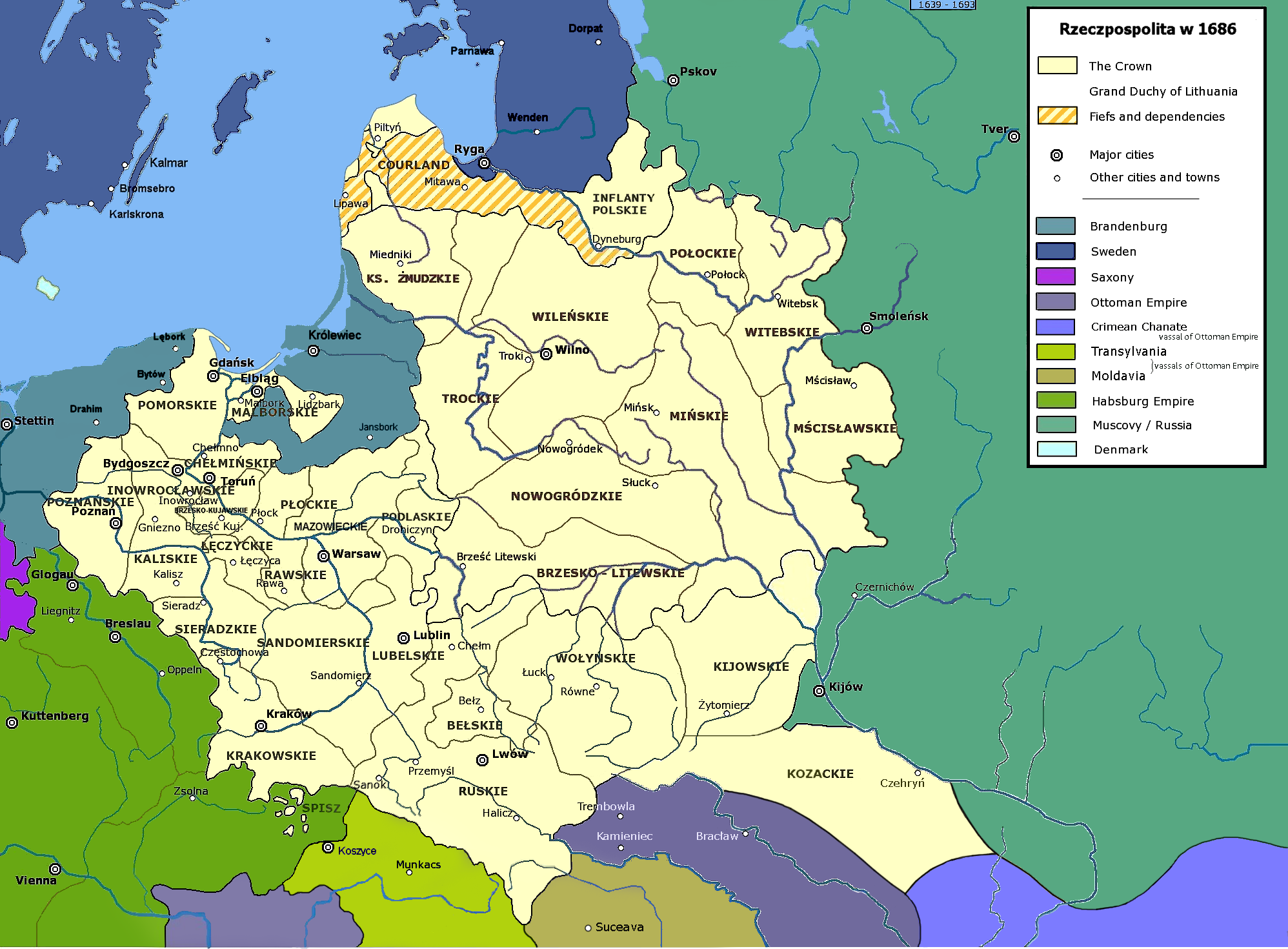
Bản đồ Thịnh vượng chung Ba Lan-Litva năm 1686 trong Chiến tranh Liên đoàn Thần thánh. Về phía đông nam của Thịnh vượng chung là lãnh địa của Đế quốc Ottoman ở Ukraina (Ukraina Ottoman)

Ukraina Ottoman (tiếng Ukraina: Османська Україна), Khan Ukraina (tiếng Ukraina: Ханська Україна, tiếng Romania: Ucraina Hanului), Hanshchyna (tiếng Ukraina: Ганьщина) là một thuật ngữ lịch sử chỉ Ukraina hữu ngạn (cũng như các khu vực phía nam của tỉnh Kiev) - còn được gọi bằng tên  Turk Yedisan. Lần sử dụng đầu tiên ghi nhận được của thuật ngữ Khanska Ukraina bắt nguồn từ năm 1737.

## Lịch sử
Về mặt chính thức, rìa phía nam, ven biển của lãnh thổ đã bị Hãn quốc Krym chiếm đóng từ những năm 1520 để tạo điều kiện cho các cuộc vây bắt nô lệ. Lãnh thổ xuất hiện là một kết quả của Hiệp định đình chiến Andrusovo năm 1667 giữa Ba Lan-Litva và nước Nga Sa hoàng, chia cắt Quốc gia hetman Cossack, mà không quan tâm đến cư dân địa phương. Kể từ năm 1669, chính phủ Ottoman trao quyền bảo hộ cho nhà nước Cossack ở phía tây sông Dnepr, và chỉ định nó là một sanjak (huyện) riêng do hetman người Cossack Petro Doroshenko đứng đầu. Điều này được xác nhận trong Hiệp ước Buchach năm 1672.
Lãnh thổ có biên giới phía tây với tỉnh Podolia và phía nam giáp với tỉnh Silistra. Với sự giúp đỡ của Petro Doroshenko, người Ottoman có thể chiếm Podilia và thành lập tỉnh tại đó vào năm 1672. Năm 1676, vua mới của Ba Lan là Jan III Sobieski tìm cách khôi phục một số lãnh thổ đã mất tại Ukraina, và ngừng cống nạp sau khi ký kết Hiệp định Żurawno. Cũng trong năm 1676, Ivan Samoylovych cùng với boyar Grigory Romodanovsky đã lãnh đạo một chiến dịch thành công chống lại Doroshenko, buộc ông phải đầu hàng và chiếm thủ phủ Chyhyryn của người Cossack. Từ năm 1677 đến năm 1678, một đội quân hùng mạnh của Ibrahim Pasha tranh giành quyền kiểm soát Chyhyryn (xem Chiến tranh Nga-Thổ Nhĩ Kỳ (1676–1681)). Cuối cùng, quân đội của Đại Tể tướng Ottoman Kara Mustafa Pasha đã thành công trong việc giành quyền kiểm soát Chyhyryn vào năm 1678. Thành phố Nemyriv trở thành nơi cư trú của hetman từ những năm 1670 đến 1699.
Sau Hiệp định Bakhchisarai năm 1681, Ukraina Ottoman nằm dưới quyền cai trị của chính phủ Moldavia (chư hầu của Ottoman) của Hospodar George Ducas.
Năm 1685, vua Ba Lan Jan III Sobieski khôi phục một số quyền tự do của người Cossack ở Ukraina hữu ngạn và ký Hiệp định hòa bình vĩnh viễn năm 1686 với Nga nhằm đảm bảo liên minh chống lại Đế quốc Ottoman.
Hầu hết Ukraina Ottoman trở thành một phần của Hãn quốc Krym (dưới quyền bảo hộ của Đế quốc Nga) vào năm 1774 ngoại trừ vùng Ochakiv vẫn là một phần của Đế quốc Ottoman.

## Sanjak-bey
- 1669–1676 Petro Doroshenko
- 1678–1681 Yuriy Khmelnytsky
- 1681–1684 George Ducas
- 1684–1685 Teodor Sulymenko
- 1685–1685 Yakym Samchenko
- 1685–1685 Yuriy Khmelnytsky
- 1685–1695 Stepan Lozynsky
- 1695–1698 Ivan Bahaty
- 1698–1699 Petro Ivanenko